# Die Betrogene

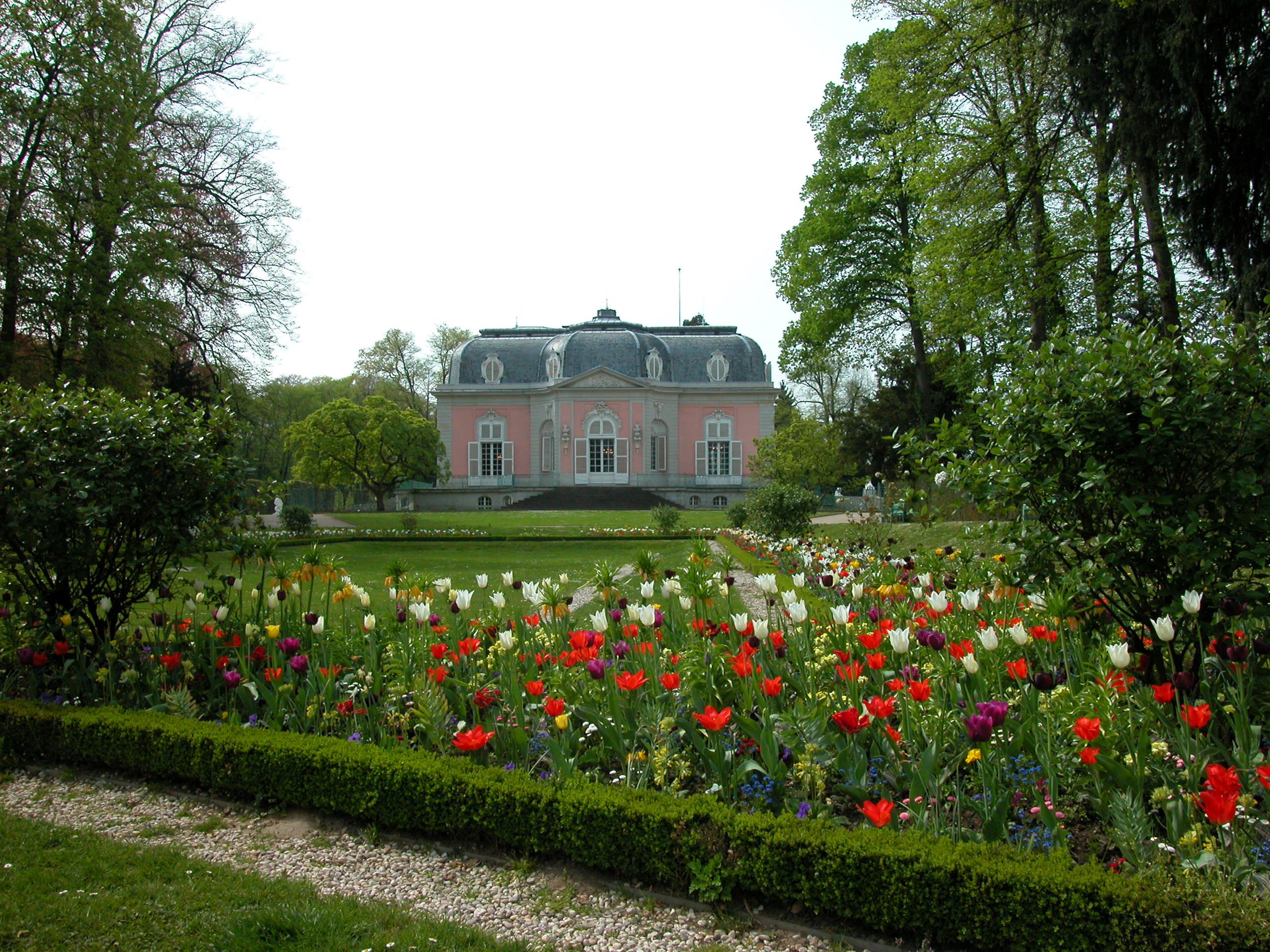
Schloss Benrath, das als „Schloss Holterhof“ in Die Betrogene eine zentrale Rolle spielt.

Die Betrogene ist die letzte abgeschlossene Erzählung von Thomas Mann. Sie entstand in den Jahren 1952 und 1953 und erzählt die Geschichte einer Frau in den Wechseljahren, der sich der Tod unter dem trügerischen Deckmantel einer wundersamen Verjüngung nähert. Wie alle Spätwerke Manns ist auch dieses im parodistischen Stil geschrieben („Ich kenne im Stilistischen eigentlich nur noch die Parodie“), was den Eindruck erweckt, daß Felix Krull das Buch schrieb, während ihm Thomas Mann dabei über die Schulter blickte.
Die Betrogene wurde 1953 erstmals im Merkur veröffentlicht. Im selben Jahr kam auch die erste Buchausgabe beim S. Fischer Verlag auf den Markt. 1958 wurde die Erzählung in die Stockholmer Gesamtausgabe aufgenommen.

## Inhalt
Rosalie von Tümmler, seit langen Jahren Witwe, lebt mit ihrer Tochter Anna und ihrem Sohn Eduard in Düsseldorf. Während sie zu ihrem Sohn nur eine oberflächliche Beziehung hat, besteht zu ihrer Tochter eine weitaus tiefere Bindung. Anna, bereits fast dreißig Jahre alt, hat Malerei studiert und ist ihres Klumpfußes wegen unverheiratet geblieben. Ihre Mutter bedauert dies zwar, genießt aber andererseits den Vorteil, auf diese Weise die vertraute Gesprächspartnerin immer um sich zu haben, wenngleich die Ansichten von Mutter und Tochter öfter auseinandergehen: Während Rosalie eine leidenschaftliche Naturschwärmerin ist und für alles, was das weibliche Geschlecht betrifft, einen unfehlbaren Instinkt hat – Schwangerschaften erkennt sie beispielsweise schon im frühesten Stadium –, gibt sich Anna eher kühl und rational und hat sich in ihrer Malerei – die Erzählung spielt in den 1920er Jahren – mehr den Tendenzen zur abstrakten und asketischen Gestaltung verschrieben.
Rosalie erklärt sich diese Haltung ihrer Tochter aus deren Enttäuschung über ihr Liebesleben, kann sich aber nicht damit abfinden. Sie, die die Menstruation als ehrwürdigen weiblichen Lebensakt bezeichnet, versteigt sich angesichts Annas monatlicher Leibschmerzen sogar zu einer gewagten These: Ja, klug bist du und stehst mit der Natur nicht auf bestem Fuß, sondern musst sie ins Geistige übertragen, in Kubusse und Spiralen, und da wir schon davon sprechen, wie eins mit dem andern zu tun hat, so möchte ich wohl wissen, ob das nicht zusammenhängt, dein stolzes, geistreiches Verhalten zu der Natur – und dass sie gerade dir diese Leibschmerzen macht bei der Regel.
Anna lacht über diese Idee. Doch Rosalie, von den Wechseljahren geplagt, ist nicht zufällig auf dieses Thema gekommen, denn sie leidet darunter, dass ihre Monatsblutung in letzter Zeit immer unregelmäßiger eingetreten ist und nun schon seit zwei Monaten ganz ausgeblieben ist. So empfindet sie sich nur noch als vertrocknete Hülle, von der Natur ausgeschieden und bloßes Gerümpel. Die Anpassung der Seele an die neue Körperverfassung will ihr noch nicht gelingen.
In dieser Phase ihres Lebens macht sie eine neue Bekanntschaft. Eduard, der sich auf sein Abitur vorbereitet und festgestellt hat, dass er auf seinem weiteren Lebensweg auch Englischkenntnisse benötigen wird, hat einen Privatlehrer engagiert, einen jungen und sportlichen Amerikaner namens Ken Keaton, der im Ersten Weltkrieg nach Europa gekommen und hier geblieben ist. Zu diesem jungen Mann fasst Rosalie schnell eine mehr als nur mütterliche Zuneigung. Das fällt bald nicht nur Anna, sondern auch Eduard auf. Peinlich berührt, aber ohne seine eigentlichen Beweggründe zu nennen, schlägt er seiner Mutter vor, fortan auf Keatons Dienste zu verzichten, eine Grundlage im Englischen habe er ja nun gewonnen. Doch Rosalie lehnt dies ab. Wenig später spricht sie sich mit Anna über ihre Liebe aus. Die Tochter ist unglücklich über die Qualen der Mutter und den unhaltbaren Zustand, denn schließlich könnte Ken vom Alter her ja Rosalies Sohn sein. Sie macht alle möglichen diplomatischen Vorschläge, wie man die Situation entschärfen und Kens Einfluss verringern könnte. Doch Rosalie betont immer wieder, sie wolle davon nichts wissen. Als plötzlich ihre Periode wieder eintritt, fühlt sie sich verjüngt und bestätigt in ihrem Recht, den jungen Mann lieben zu dürfen. Während sie dieses Geschehnis als Folge des Einflusses ihrer Seele auf den Körper ansieht, bleibt Anna nach wie vor eher besorgt, da es an den äußeren Tatsachen nichts ändert und ihre Mutter außerdem körperlich eher geschwächt wirkt.

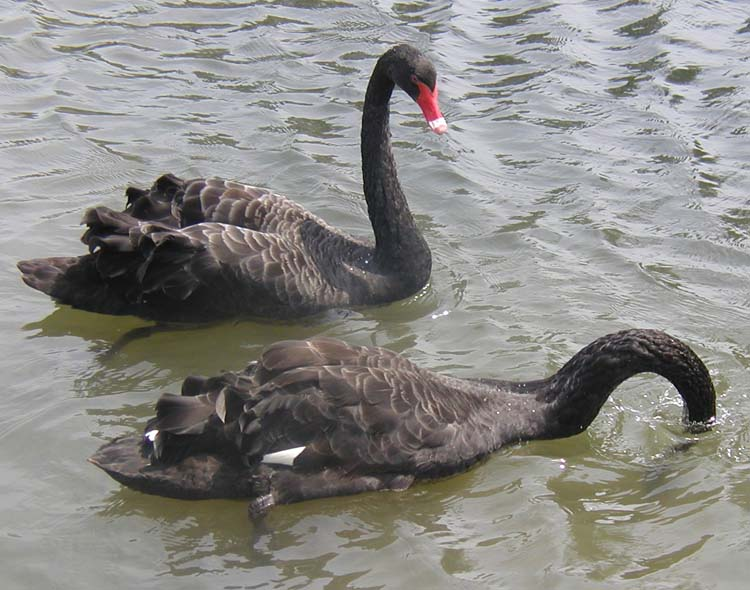
Schwarzschwäne

Als aber Ken, der ein großes Interesse am alten Europa zeigt und seinem eigenen Vaterland seinen Mangel an historischer Atmosphäre vorwirft, einen gemeinsamen Ausflug zum Rokokoschloss Holterhof am Rhein anregt, ist Frau von Tümmler sogleich voller Tatendrang. Zu Wasser macht man sich am folgenden Sonntag auf. Am Ziel angelangt, wandelt man zunächst durch die prächtigen Alleen des herrschaftlichen Parks. Die riesigen alten Bäume und exotischen Pflanzen dort widersprechen allerdings dem idyllischen Natursinn Rosalies. Nur das Füttern der Schwarzschwäne im Schlossteich interessiert sie vorläufig – zumal sie bei dieser Gelegenheit von dem alten Brot essen kann, das Ken für die Tiere mitgebracht hat und das seine Körperwärme gespeichert hat. Dann begibt man sich ins Innere des Schlosses, um an einer Führung teilzunehmen. Der Kriegsversehrte, der die auswendig gelernten Beschreibungen herunterleiert, zeigt der Besuchergruppe unter anderem auch eine versteckte Tapetentür, und als die übrigen Besucher weitergehen, schlüpfen Rosalie und Ken in die geheimen Räume dahinter. Rosalie fällt Ken in dem modrig riechenden Gang in die Arme. Er führt sie weiter in einen Alkoven […], dessen Tapeten mit schnäbelnden Taubenpaaren durchwirkt waren. Eine Art Causeuse stand da, an der ein geschnitzter Amor mit verbundenen Augen in einer Hand ein Ding hielt wie eine Fackelleuchte. Rosalie bedauert es, ausgerechnet in diesem Grabe und dieser Totenluft Ken ihre Liebe gestehen zu müssen, und vertröstet ihn auf die folgende Nacht, in der sie ihn in seinem Gästezimmer besuchen wolle. Die beiden verlassen das tote Lustgemach, gelangen ins Freie und mischen sich wieder unter die Besucher des Schlosses.
Rosalie kann jedoch ihr Versprechen nicht mehr wahrmachen. Am Abend wiederholt sich ihre starke Blutung in besorgniserregender Weise. Ein Arzt wird gerufen und er stellt schnell fest, dass das vermeintliche Wiedererblühen der Weiblichkeit auf ein weit fortgeschrittenes Karzinom zurückzuführen ist. Aussicht auf Heilung oder auch nur Verlangsamung des Krankheitsprozesses besteht nicht mehr. Rosalie lebt noch einige Wochen und erwähnt in dieser Zeit öfters den schwarzen Schwan, der sie angezischt hat, als sie von Kens Brot aß. Kurz vor ihrem Tod hat sie noch einmal einen klaren Moment und bittet Anna: sprich nicht von Betrug und höhnischer Grausamkeit der Natur. Schmäle nicht mit ihr, wie ich es nicht tue. Ungern geh' ich dahin – von euch, vom Leben mit seinem Frühling. Aber wie wäre denn Frühling ohne den Tod? Ist ja doch der Tod ein großes Mittel des Lebens, und wenn er für mich die Gestalt lieh von Auferstehung und Liebeslust, so war das nicht Lug, sondern Güte und Gnade.

## Zur Deutung
Die Geschichte als bloße Anamnese einer heimtückischen Krankheit zu verstehen, hieße nur ihre Oberflächen-, nicht aber ihre Tiefenstruktur zu erkennen. Denn Thomas Mann entwickelt hier in Wahrheit wieder einmal eines seiner Grundthemen: das der komplexen Dialektik von Leben und Tod. Rosalie von Tümmler neigt zu einer schwärmerischen, fast mystischen Verehrung alles Lebendigen. Gerade wegen ihrer naiven und enthusiastischen Naturfrömmigkeit aber, mit der sie glaubt, dem großen Vorrecht der Natur, der Erneuerung alles Lebendigen, nicht untreu sein zu dürfen, verstößt sie gegen das Lebensgesetz des Alterns.

### Der morbide Frühling
Untrennbar sind in der ganzen Erzählung die beiden Motive Frühling und Tod miteinander verbunden. Rosalie empfindet die Jahreszeit ihrer Geburt als kraft- und jugendspendend und traut der Natur besonders in dieser Zeit wahre Wunder zu. Die mehrfach erwähnte Idee vom Jungbrunnen und von der Lebensrute, mit der man beim Schmackostern geschlagen wird, gehört ebenso in diesen Zusammenhang wie Rosalies mehrmalige Distanzierung vom Unglauben der biblischen Sara, die aber mit ihrem pragmatischen Lachen über die Versicherung, sie werde im hohen Alter noch ein Kind bekommen, ein deutlich objektiveres Verhältnis zu den Vorgängen in der Natur beweist als Frau von Tümmler. Diese wird denn auch von ihrer Tochter als Romantikerin mit mystischen Ideen bezeichnet.

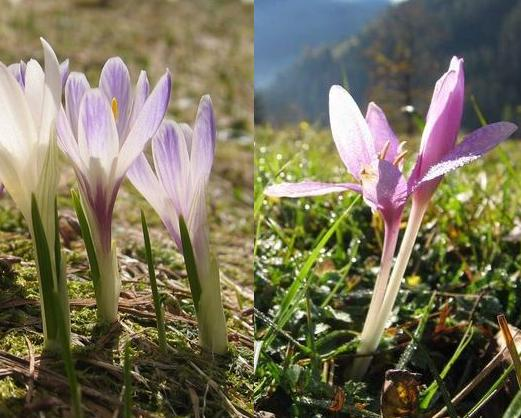
Frühlingskrokus und Herbstzeitlose

Doch während sowohl der Jungbrunnen als auch die Wirkung der Lebensrute – von Rosalie einmal eindeutig sexuell apostrophiert – in den Bereich der Phantasie gehören, manifestiert sich auch im Auftreten der realen Natur in der Erzählung häufig das Motiv der Vergänglichkeit. Die Eiche im Hofgarten, ein beliebtes Ziel der Spaziergänge, ist bereits hohl und teilweise abgestorben, nur vereinzelte Zweige belauben sich im Frühling noch. Das ambivalente Aussehen des Krokusses beschreibt Rosalie wie folgt: Ist es nicht merkwürdig […], wie sehr er der Herbstzeitlosen gleicht? Es ist ja so gut wie dieselbe Blume! Ende und Anfang – man könnte sie verwechseln, so ähneln sie einander, – könnte sich in den Herbst zurückversetzt meinen beim Anblick des Krokus und an Frühling glauben, wenn man die Abschiedsblume sieht.

Anna, als sähe sie das Ende ihrer Mutter voraus, meint daraufhin, die Natur habe wohl überhaupt eine anmutige Neigung zur Zweideutigkeit und Mystifikation. Dies zeigt sich auch, als die Damen bei einem Spaziergang plötzlich Moschusduft wahrnehmen und gleich darauf feststellen müssen, dass die Quelle dieses oft als aphrodisierend empfundenen Geruchs ein widerwärtiges, von Schmeißfliegen umschwirrtes Häufchen verwesenden Unrats ist.
Selbst die Figur Ken Keatons lässt sich als Träger dieser ambivalenten Eigenschaften verstehen. Äußerlich jung und in der Blüte seines frühlingshaften Lebens, hat er doch infolge einer Kriegsverletzung eine Niere verloren und ist bereits Inhaber einer kleinen Invalidenrente. Zu seinen großen Leidenschaften gehören die sehr frühen Geschichtszahlen und die alten Gebräuche des europäischen Kontinents: Er ist es auch, der die Tümmlers unter anderem über Schmackostern aufklärt. Vor der Schlossbesichtigung schwärmt er, dass es so etwas in aristokratischer Grazie Bröckelndes in der Neuen Welt gar nicht gebe, und erweist sich so als Anwalt des Verfalls und der Vergänglichkeit.

### Düfte und Gerüche
Düfte und Gerüche spielen schon in frühen Werken Thomas Manns eine wichtige Rolle. In der Erzählung Die Betrogene wird dieses Motiv der zweideutigen Gerüche weiter ausgebaut. Rosalie von Tümmler ist ausgesprochen geruchssensitiv und verbindet vor allem mit den Düften, die ihr die Natur in den verschiedenen Jahreszeiten beschert, die verschiedensten Vorstellungen und Assoziationen. Den oben bereits erwähnten Moschusduft kann sie auch dann nicht leiden, wenn er weniger ekelhaften und offensichtlichen Ursprungs ist, wohingegen sie beispielsweise Rosengeruch nicht nur mit dem Mythos von Amor und Psyche in Verbindung bringt, sondern auch meint, das Himmelreich müsse so riechen. Doch im Moment größter Seligkeit, als sie Ken endlich umarmen darf, ist sie von Moderduft und Totenluft umgeben.
Ihrer malenden Tochter stellt sie einmal im Scherz die Aufgabe, Gerüche in Bilder zu übertragen, nachdem Anna ihren kurz zuvor gemachten Vorschlag abgelehnt hat: Sie solle doch einmal etwas Herzerquickliches malen, etwa einen Fliederstrauß, daneben zwei Meißner Porzellanfiguren, nämlich einen Herrn, der einer Dame eine Kusshand zuwerfe, und das Ganze müsse sich in der Tischplatte spiegeln. Die galante Szene soll also doppelt zu sehen sein – man kann hier wiederum an das Motiv des Vexierens und Täuschens, das die ganze Erzählung durchzieht, denken, aber auch an eine schattenhafte zweite Welt, die die spiegelnde Fläche zeigt: die Unterwelt oder das Totenreich.

### Spiegelung, Wasser und Sumpf

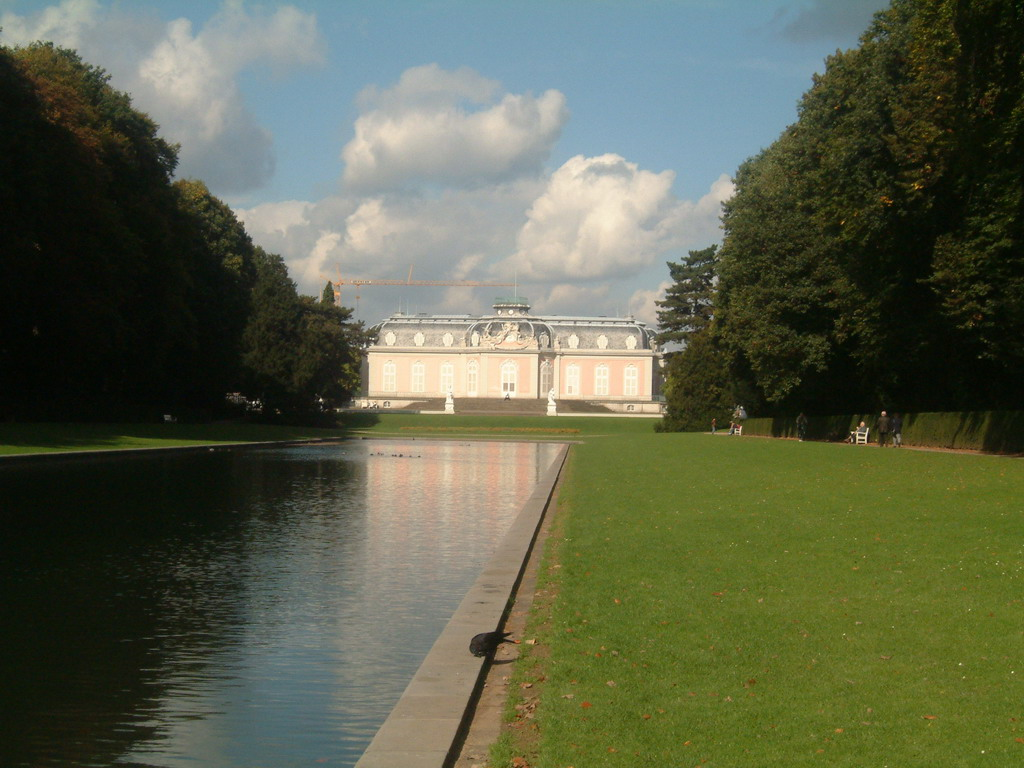
Der Weiher auf der Rückseite des Schlosses

Nicht nur Rosalies Vorschlag für ein Gemälde enthält dieses Motiv der Spiegelung. Auch Schloss Holterhof begegnet den Ausflüglern gleich zweimal: Sie kamen zum Schloss, zu dem blanken, kreisrunden Weiher, in dem es sich spiegelte. Wird also zunächst auf dem imaginären Gemälde eine Annäherung zwischen Mann und Frau gleich doppelt gezeigt, so hier nun der bröckelnde und morbide Schauplatz der Umarmung zwischen Rosalie und Ken. Auch im Inneren des Schlosses setzt sich diese Erscheinung fort. Die Blankheit der Parkettböden, die man nur in kahnartigen Filzpantoffeln betreten darf, nimmt wie stilles Wasser die Schatten der Menschen […] auf, während hohe Spiegel […] noch immer die Illusion unabsehbarer Raumfluchten erwecken. Auch die erste verborgene Tür, die der Schlossführer den Besuchern zeigt – Rosalie und Ken nutzen erst die zweite – besteht aus einem Spiegel. Je näher Rosalie also der Umarmung mit Ken und der unheilvollen Wendung der Erzählung kommt, desto häufiger taucht das Spiegelmotiv auf, und spätestens bei dem Wort „Schatten“ ist unbedingt an die antike Vorstellung vom Totenreich zu denken – zumal die Umarmungsszene kurz darauf ja in einem zumindest pseudoantiken Ambiente spielt.
Wasser, der natürliche „Spiegel“, der in der antiken Mythologie Narziss zum Verhängnis wird, tritt allerdings nicht nur in diesem Zusammenhang in der Erzählung auf. Auch der täuschende Jungbrunnen mag Wasser enthalten, auf alle Fälle aber ist zu bemerken, dass Rosalie es ablehnt, mit der Straßenbahn nach Holterhof zu fahren, sondern ein Privatboot mieten lässt, und dass sie vor dem Besuch des Schlosses hauptsächlich von den schwarzen Schwänen spricht, die im Wassergraben des Parks umherschwimmen. Auch dieses Motiv konzentriert sich also um den Höhepunkt der Erzählung, und es ist sicher legitim, die erwähnten Gewässer etwa mit dem Fluss Styx, also dem Weg in die mythologische Unterwelt, in Verbindung zu bringen: In dem Augenblick, in dem Rosalie ihren Liebeswunsch fast erfüllt sieht, muss sie sich getäuscht sehen und Abschied nehmen.
Teil dieser Wassermetaphorik ist auch das Motiv des Sumpfes und der Feuchtigkeit, das ebenfalls mehrfach in der Erzählung auftaucht. Gleich zu Beginn ist von einer Bodenfalte die Rede, aus der an feucht-warmen Junitagen Gerüche aufsteigen, die Rosalie wie folgt kommentiert: Das ist der Atem der Natur […] sonnerhitzt und getränkt mit Feuchte, so weht er uns wonnig aus ihrem Schoße zu. Hier wird auf die weibliche Fruchtbarkeit angespielt, ähnlich wie in dem Gespräch über die Windbestäubung der Feuchtigkeit liebenden Silberpappeln kurz zuvor, die nicht zufällig gegen Ende der Erzählung erneut erwähnt werden: Sie stehen am Rande des etwas schleimigen Gewässers, auf dem die schwarzen Schwäne umhergleiten.
Die Gedankenverbindung zwischen dem Themenkomplex Feuchtigkeit, Sumpf, Schleim und weiblicher Sexualität ist ebenso unübersehbar wie seine Verknüpfung mit dem Todesmotiv. In ähnlicher Funktion erscheint die Vision des feuchten, strotzenden Dschungels im Tod in Venedig.

### Literarische Anspielungen
Obwohl Rosalie von Tümmler laut Aussage ihrer Tochter nicht viel liest, ist sie es (und nicht etwa die ungewöhnlich intelligente Anna), die mehrmals auf literarisch Überliefertes verweist. Unübersehbar ist die Bibelreminiszenz in den zahlreichen Hinweisen auf Sara, die sich Rosalie ausdrücklich nicht zum Vorbild nehmen will: Ich, ich will nicht gelacht haben. Ich will glauben an das Wunder.

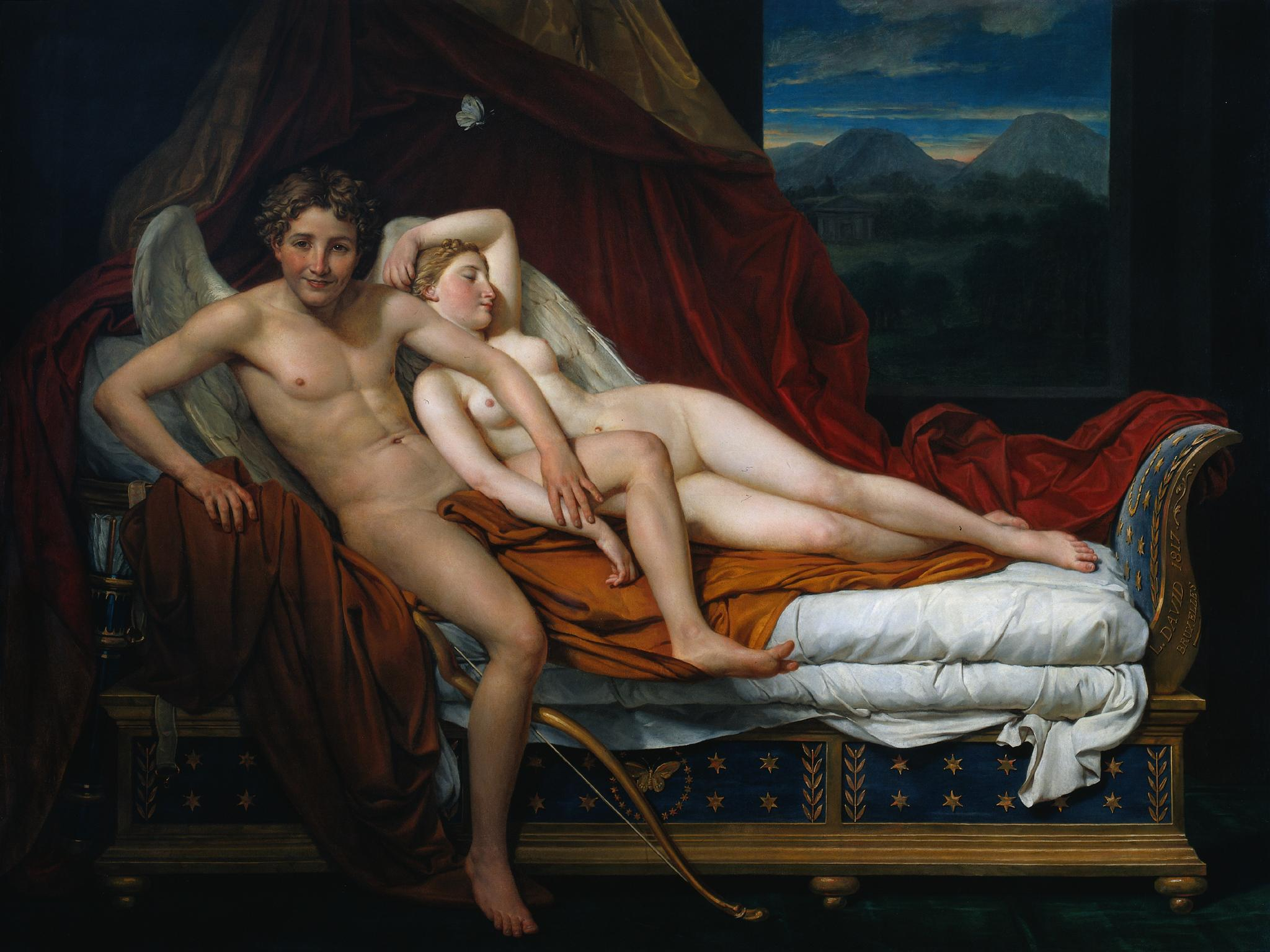
Amor und Psyche (Jacques Louis David)

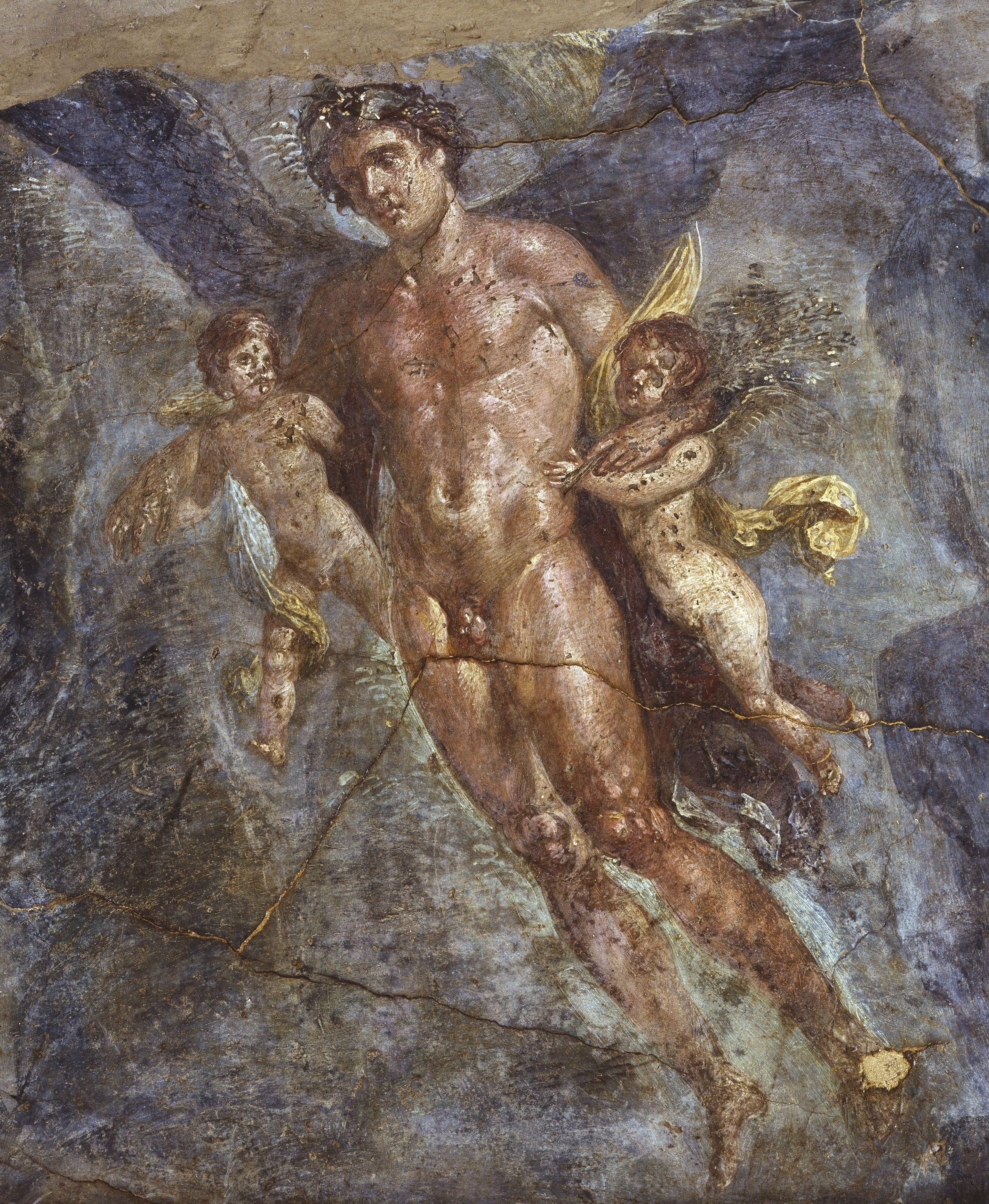
Zephyr

Aber nicht nur mit der Bibel ist Rosalie vertraut. Angesichts des stinkenden Unrathäufchens zitiert sie nahezu wortgetreu aus Schillers Kabale und Liebe – aber nicht etwa einen Satz, der auf der Bühne zu hören und Theaterbesuchern daher geläufig wäre, sondern vielmehr eine Regieanweisung: so eine Schranze, höchst läppisch, von dem es heißt, dass er mit großem Gekreisch hereinkommt und einen Bisamgeruch über das ganze Parterre verbreitet. Wie habe ich immer lachen müssen über die Stelle!
Muss ihre Kenntnis dieser Textstelle tatsächlich auf Lektüre des Schillertextes beruhen, so bleibt unklar, woher sie das ursprünglich griechische, aber in der Version von Apuleius überlieferte Märchen Amor und Psyche kennt. Das Geschehen ist vielfach in Wort, Bild und musikalischer Bearbeitung gestaltet worden und mag zum Bildungsgut gehören. Jedenfalls kennt Rosalie eine Szene der Geschichte sehr genau: Psyche, die ihren Liebhaber nie gesehen hat, beugt sich eines Nachts, eine Öllampe in der Hand, über den Schlafenden und stellt fest, dass es sich um Amor handelt. Bei Apuleius ist in aller Ausführlichkeit der optische Eindruck, den sie dabei empfängt, beschrieben. Rosalie dagegen geht gar nicht auf Amors sichtbare Schönheit ein, sondern meint, als Psyche sich mit der Lampe über den schlafenden Amor beugte, habe sein Hauch, hätten seine Locken und Wangen ihr Näschen gewiss mit […] Wohlgeruch erfüllt.
Hier interpretiert sie also, anders als bei dem Zitat aus Kabale und Liebe, ein Geruchserlebnis in einen Text oder einen Mythos hinein, in dem es ursprünglich nicht zu finden ist. Warum aber diese Verbindung zwischen Rosalies Schicksal und der antiken Sage? Der Ausgang von Amor und Psyche präsentiert, nach mancherlei Verwicklungen, ein Happy End, aus der schließlich geschlossenen Ehe geht eine Tochter hervor, Voluptas, die Wollust. Genau die gedenkt auch Rosalie in der Beziehung zu Ken zum ersten Mal zu erfahren: Nun lässt der Gedanke an seine weckenden Rutenstreiche mein ganzes Inneres überströmt, überschwemmt sein von schamvoller Süßigkeit. Ich begehre ihn – habe ich denn je schon begehrt? Tümmler begehrte mich, als ich jung war, und ich ließ mir’s gefallen, willigte in sein Werben, nahm ihn zur Ehe in seiner Stattlichkeit, und wir pflegten der Wollust auf sein Begehren. Diesmal bin ich’s, die begehrt, von mir aus, auf eigene Hand.
Aber nicht nur das Ende der Sage hat einen Bezug zu Thomas Manns Erzählung. Denn in Apuleius’ Version greifen immer wieder zwei dienstbare, potenziell aber auch Verderben bringende Mächte in Psyches Geschick ein: der Fluss – auch hier ist also das Wassermotiv verborgen – und Zephyros, der Westwind. Letzterer sorgt unter anderem dafür, dass Psyche in das schlossartige Gebäude gelangt, in dem sie ihr Liebesleben mit Amor beginnt. Dieser Zephyros – einem anderen antiken Mythos nach übrigens der eifersüchtige Mörder des Hyakinthos – wird noch ein weiteres Mal erwähnt: Rosalie spricht gern von Windbestäubung, will sagen: vom Liebesdienste des Zephirs an den Kindern der Flur. Der Wind trägt für Rosalie also nicht nur Gerüche von Ort zu Ort, sondern hat auch eine eindeutig erotische Bedeutung. Auf der Bootsfahrt singt sie mit geschlossenen Augen vor sich hin: O Wasserwind, ich liebe dich, liebst du mich auch, du Wasserwind? und verbindet in diesem Kompositum die beiden wichtigsten Motive der Erzählung: den Tod in Gestalt des täuschenden, spiegelnden, ins Jenseits führenden Wassers und die Liebe in Form des Fruchtbarkeit spendenden, den Liebenden dienstbaren Windes.

### Licht und Dunkelheit
Die geschlossenen Augen Rosalies bei der Liebeserklärung an den „Wasserwind“ im hellen Vormittagslicht erinnern an die Amorstatue in dem Geheimkabinett des Schlosses, die zwar ein Leuchtmittel in der Hand hält, gleichzeitig aber die Augen verbunden hat. Sie soll oder will also offenbar nicht sehen, was in dem versteckten Raum geschieht. Auch Psyche hält in der Überlieferung nach Apuleius die Lampe in der Hand, die Rosalie erwähnt. Aber bei Thomas Mann bedient sie sich dieser Lampe nicht. Sie sieht nicht, sie riecht nur. Ähnlich weigert sich auch Rosalie, Annas Appell zu folgen und Ken wenigstens für einen Augenblick „nicht im verklärenden Licht“ ihrer „Liebe zu sehen“: Unrecht tust du ihm mit deinem ‚Tageslicht‘, das ein so falsches, so gänzlich irreführendes Licht ist. Diese Weigerung, ihre Augen zu öffnen, im übertragenen wie auch im wörtlichen Sinne, wirkt fast wie das Gegenstück zu ihrem anfangs gegenüber der malenden Tochter ausgesprochenen Wunsch, sie möge sich bemühen, das unsichtbar Beglückende dem Augensinn zu überliefern.

### Personennamen

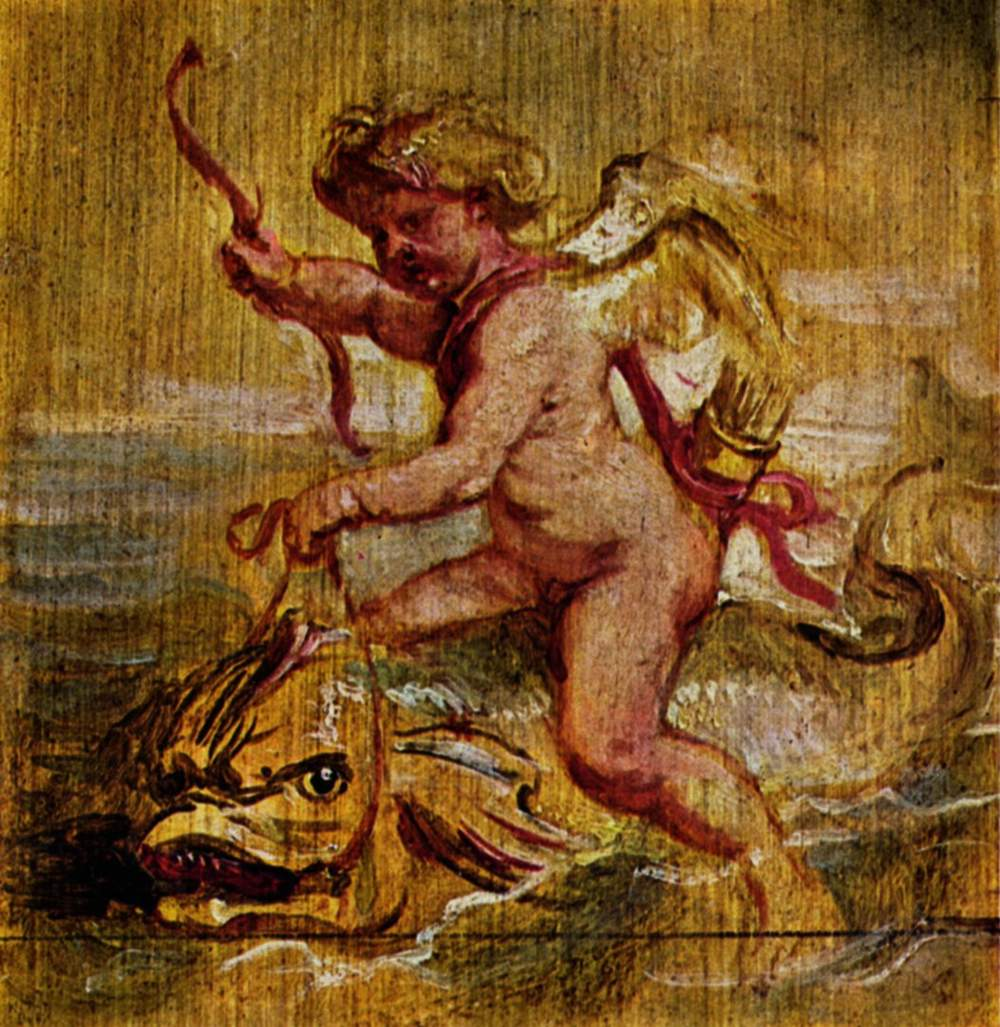
Amors Ritt auf einem Delphin (Tümmler?) (Peter Paul Rubens)

Nicht von ungefähr heißt Frau von Tümmler mit Vornamen Rosalie und ist eine passionierte Rosenliebhaberin. Die Symbolik der Rose führt in ein Spannungsfeld gegensätzlicher Topoi wie Liebe und Tod, Leidenschaft und Entsagung, Freude und Schmerz. Außerdem verweist die Rose auf die Weiblichkeit im Allgemeinen und auf die weibliche Sexualität im Besonderen. Auch Rosalies Nachname ist nicht zufällig gewählt. Den Namen Tümmler hat sie freilich von ihrem verstorbenen Mann, der sich zu Lebzeiten recht ungeniert auf dem Gebiet der Erotik getummelt hat. Denkt man an die Hauptmotive der Erzählung, so findet man hier aber auch die Assoziation mit dem Wasser wieder, dem Lebensraum der Tümmler. Weniger geläufig ist die Bezeichnung Tümmler für einen Hungerbrunnen (ein Spezialfall der Karstquelle), der für sein unregelmäßig, oft im Frühjahr verstärkt quellendes Wasser aus unterirdischen Höhlen bekannt ist. Ein Vergleich mit Rosalies Krankheitssymptomen liegt hier nahe. Der Tümmler, eine Delphinart, lässt sich auch auf die griechische Göttin Demeter beziehen, deren symbolische Tierart der Delphin ist. Dieser Meeressäuger und die Göttin Demeter repräsentieren in der griechischen Mythologie das Prinzip des Weiblichen und dessen Manifestationen als Jungfrau einerseits und Mutterarchetyp andererseits. Tümmler symbolisieren im Weiteren die Gebärorgane (im Altgriechischen Delphys genannt), deren bösartiger Krebsbefall sich bei Rosalie als Ursache des vermeintlichen Wiederaufblühens ihrer Weiblichkeit herausstellt und den Tod der so Betrogenen herbeiführt.
Ken verdankt seinen Nachnamen möglicherweise dem Filmschauspieler Buster Keaton, der ähnliche Qualitäten in athletics aufzuweisen hatte wie die literarische Figur, andererseits allerdings für seine stets versteinerte Miene bekannt war. Mann äußerte sich kurz vor Beendigung der Arbeit an der Erzählung in seinem Tagebuch bewundernd über Keaton. In äußeren Zügen ähnelt der Ken Keaton der Erzählung allerdings eher Golo Manns Bekanntem Ed Klotz, der auch in Thomas Manns Haus in Pacific Palisades verkehrte und dem möglicherweise Eduard von Tümmler seinen Vornamen zu verdanken hat.
Eindeutig ist die Herkunft des Namens des Hausarztes Dr. Oberloskamp: So hieß der Düsseldorfer Jurist, von dem Thomas Mann das Merianheft über Düsseldorf mit Informationen zu Schloss Benrath und weitere Auskünfte, etwa zu den Fahrzeiten der Rhein-Schifffahrt, erhalten hatte.
Professor Zumsteg, der den Blick für Annas Bilder haben soll, der Rosalie abgeht, trägt einen Namen, der vor allem in der Schweiz häufig auftritt. Eventuell hat Mann hier an den Zürcher Kunstsammler Gustav Zumsteg gedacht, der allerdings, ebenso wie seine Kronenhalle, in der er auch erst ab 1957 Bilder ausstellte, in Thomas Manns Tagebüchern aus der Entstehungszeit der Betrogenen nicht erwähnt wird.

## Die „unmögliche Liebe“ bei Thomas Mann
Das Motiv der „unmöglichen“ Liebe, verbunden mit dem des Todes, taucht schon in frühester Zeit in Thomas Manns Werken auf. 1902 erkundigte er sich bei der Dresdenerin Hilde Distel nach den Einzelheiten eines Mordes, der ein Jahr zuvor dort vorgefallen war: Eine fast fünfzigjährige Frau hatte in der Straßenbahn den deutlich jüngeren Musiker und Komponisten Gustav Adolf Gunkel erschossen. Als Mann aber aus den Berichten, die Hilde Distel zusammentrug, entnehmen konnte, dass dies die Tat einer Geistesgestörten, nicht also einer „normalen“, aber eben „zu alten“ und deshalb chancenlosen eifersüchtigen Liebenden gewesen war, verlor er das Interesse an den beteiligten tatsächlichen Personen.
Der Mord in der Straßenbahn tauchte dessen ungeachtet Jahrzehnte später im Doktor Faustus auf. Vordergründig trägt die Mörderin hier die Züge von Manns Schwester Julia und handelt aus Eifersucht. Hintergründig verkörpert sie wohl aber auch Thomas Manns eigene Sehnsucht nach dem jungen Paul Ehrenberg, dessen Züge das Mordopfer im Roman erhält. Hier, wie auch in der sehr viel früher erschienenen Novelle Der Tod in Venedig, ist die Liebe also „unmöglich“, weil (wenn man die Figur der Ines Institoris als Personifikation der Sehnsüchte Thomas Manns sieht) gleichgeschlechtlich – Thomas Manns homophile Neigungen scheinen ja auch in zahlreichen anderen Stellen seiner Werken durch. Versteckt sind sie übrigens auch in Die Betrogene zu finden, etwa wenn Rosalie philosophiert: Diesmal bin ich’s, die begehrt, von mir aus, auf eigene Hand, und habe mein Auge auf ihn geworfen wie ein Mann. Kurz darauf heißt es: Jugend ist weiblich und männlich das Verhältnis des Alters zu ihr, aber nicht froh und zuversichtlich in seinem Begehren, sondern voll Scham und Zagen vor ihr und der ganzen Natur, seiner Untauglichkeit wegen. Auch dies erinnert an die Liebesqualen des alternden Aschenbach und das Phaidrosmotiv im Tod in Venedig.
In anderen Werken Thomas Manns ist die Liebe aus anderen Gründen „unmöglich“, z. B. hat der bucklige Johannes Friedemann wegen seines Äußeren keine Chance, Gerda von Rinnlingens Herz zu gewinnen. Der Tod indes tritt meist nicht, wie in der vorliegenden Erzählung, im Gewande einer sanften Täuschung auf, sondern hat deutliche Züge von Selbstzerstörung. In Der kleine Herr Friedemann ertränkt sich der behinderte und damit hoffnungslose Liebende, nachdem er vom Objekt seiner Begierde zurückgestoßen worden ist. Aschenbach bleibt in Venedig, obwohl er sich der Gefahren durch die Choleraepidemie wohl bewusst ist, und stirbt schließlich angesichts des geliebten Tadzio. Der herzkranke Paolo Hofmann stirbt beinahe noch in der Hochzeitsnacht selbst, weil der Wille zum Glück stärker war als die Vernunft. Auch den kindlichen Protagonisten in Wie Jappe und Do Escobar sich prügelten treibt es angesichts des mageren und mädchenhaften Johnny Bishop sich ins Kampfgemenge zu stürzen, obwohl ihm sonst nichts ferner liegt als Gewalttätigkeiten und Gefährdung des eigenen Körpers. Auf die Spitze getrieben wird das Thema im bereits erwähnten Doktor Faustus. Hier wird dem Protagonisten Adrian Leverkühn die Liebe zu menschlichen Wesen explizit verboten, und er deutet den schrecklichen Tod etwa des kleinen Echo als Folge der Übertretung dieses Teufelspaktes. Im Vergleich zu diesen Beispielen kann man Rosalie von Tümmlers Tod tatsächlich als einen milden ansehen, wie es im letzten Satz der Erzählung heißt.
Am 2. April 1953 notierte Thomas Mann in seinem Tagebuch, nachdem er das Manuskript an die Verlage abgeschickt hatte: Eine gewisse Hochstimmung doch, dass es getan. Erikas Äußerungen darüber, wie sehr es in meinen ‚Ur-Kram‘ gehört. Erzählt von Klaus' Aufregung darüber, dass alle meine Liebesgeschichten dem Bereich des Verbotenen und Tötlichen [sic!] angehören, – wo ich doch ‚glücklicher Ehemann und sechsfacher Vater.‘ Ja, ja... Diese Geschichte, noch immer die nämliche, sei noch eine Übersteigerung. Also wenigstens nicht schwach.
Eine „unmögliche Liebe“ verbindet Thomas Mann mit Düsseldorf, dem Schauplatz des Romans. Aus Düsseldorf stammte der 17-jährige Klaus Heuser, in den er sich im Sommer 1927 auf Sylt verliebt und den er später zu sich nach München eingeladen hatte.

## Thomas Manns Quellen
Thomas Manns Tagebüchern von 1952 und 1953 ist recht genau zu entnehmen, aus welchen Quellen die Erzählung gespeist wurde. Katia Mann erzählte ihrem Gatten eines Tages beim Frühstück von einer Münchner Aristokratin, der das gleiche medizinische Unheil – samt der Fehldeutung im Rahmen einer Liebesgeschichte mit dem Hauslehrer ihres Sohnes – widerfahren war wie Rosalie von Tümmler. Mann griff das Thema schnell auf und ließ sich, noch in Amerika, von dem Arzt Dr. Rosenthal hinsichtlich möglicher klinischer Befunde informieren. Über Düsseldorf und das Rheinland stand er u. a. in Korrespondenz mit Grete Nikisch, scheint sich dann aber, nach Europa zurückgekehrt, mehr auf die Angaben Dr. Oberloskamps verlassen zu haben. Im Thomas-Mann-Archiv befindet sich das Merianheft über Düsseldorf (Jg. 4, H. 5, Mai 1951), das Rudolf Oberloskamp ihm zugeschickt hatte. Für seine Schilderungen des Benrather Schlosses bediente sich Mann der Darstellung des gleichen Sujets in Emil Barths autobiographischem Roman Der Wandelstern (erschienen erstmals 1939, erneut 1951). Nicht ganz gesichert, aber sehr wahrscheinlich ist außerdem die Verwendung des Buches 'Apuleius. Amor und Psyche' mit einem Kommentar von Erich Neumann: Eros und Psyche: Ein Beitrag zur seelischen Entwicklung des Weiblichen, Zürich 1952.
Die genaue Kenntnis von Buch und Musik der Traviata / der Kameliendame kann bei Mann vorausgesetzt werden. Dabei liegt es nahe, auch an Alma Mahler zu denken.

## Die Zeit der Entstehung und der ersten Verbreitung
Die Erzählung wurde mit einigen Unterbrechungen und unter äußeren Umständen, die Thomas Mann schwer belasteten, geschrieben. In die zehn Monate, über die sich seine Arbeitszeit an Die Betrogene erstreckte, fielen etwa der Beschluss und die Verwirklichung des Umzugs aus den USA zurück nach Europa, wo zunächst aber kein angemessenes Quartier zu finden war und sich Heimweh nach dem komfortablen Haus in Kalifornien, das verkauft werden musste, negativ auf die Stimmung des Autors auswirkte. Auch der Tod seines Schwiegersohnes Giuseppe Antonio Borgese brachte Unruhe in seinen gewohnten Arbeitsrhythmus, und Betrachtungen über sein eigenes Alter stimmten ihn nicht glücklicher. Mehrfach beklagte er in seinem Tagebuch die Arbeitsunlust, unter deren Einfluss er die Entstehung der Betrogenen streckenweise nur mühsam vorantrieb, zumal ihm, wie er einmal notierte, weder Ken noch Rosalie sonderlich am Herzen lagen. Gegen Ende der Arbeit, auch ermutigt durch seine Frau und die älteste Tochter Erika, denen er Ausschnitte aus seinem Werk vorlas, hob sich jedoch Thomas Manns Stimmung wieder, und insbesondere der rasche Absatz der ersten Auflagen und manches positive Echo, nachdem das Buch in Druck gegangen war, trugen zu dem „Hochgefühl“ bei, das er schon nach Beendigung der Arbeit an dem „Ur-Kram“ empfunden hatte. Hatte er zunächst Bedenken wegen des „krass clinisch[en]“ Charakters gehegt, den die Beschäftigung mit seinem alten Thema Liebe und Tod diesmal angenommen hatte, so konstatierte er zwar nun, dass nicht jeder Kritiker die Dialektik der Gespräche zwischen Anna und Frau von Tümmler gebührend würdigte und das Buch, trotz seiner vordergründig weiblichen Thematik, offenbar kein Frauenbuch sei, empfand diesen Schwanengesang aber offenbar dennoch als einen gewissen Höhepunkt und passenden Abschluss seines Lebenswerks. In der darauf folgenden Zeit litt er jedenfalls wieder unter mangelnder Arbeitsfreude und wünschte sich eine Perspektive, die ihm die Weiterarbeit am Felix Krull, dem Fragment aus seiner Jugendzeit, nicht wirklich geben konnte.

## Bearbeitungen
Als Auftragswerk der Oper Frankfurt hatte die Oper Blühen von Vito Žuraj auf ein Libretto von Händl Klaus frei nach der Erzählung am 22. Januar 2023 ihre Uraufführung im Bockenheimer Depot. Es spielte das Ensemble Modern unter der Leitung von Michael Wendeberg, die Regie führte Brigitte Fassbaender.

## Ausgaben

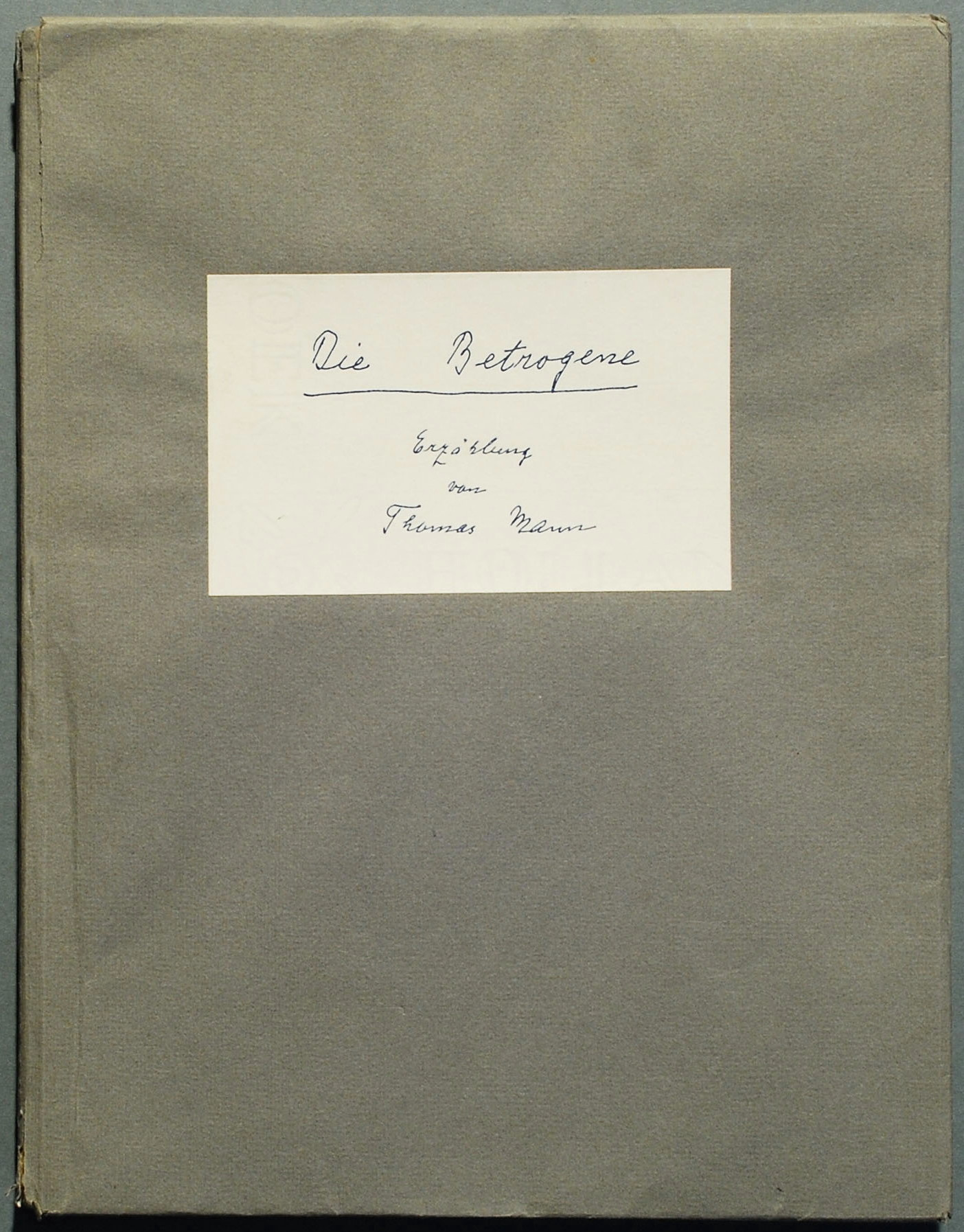
Faksimile des Manuskripts als bibliophiler Druck

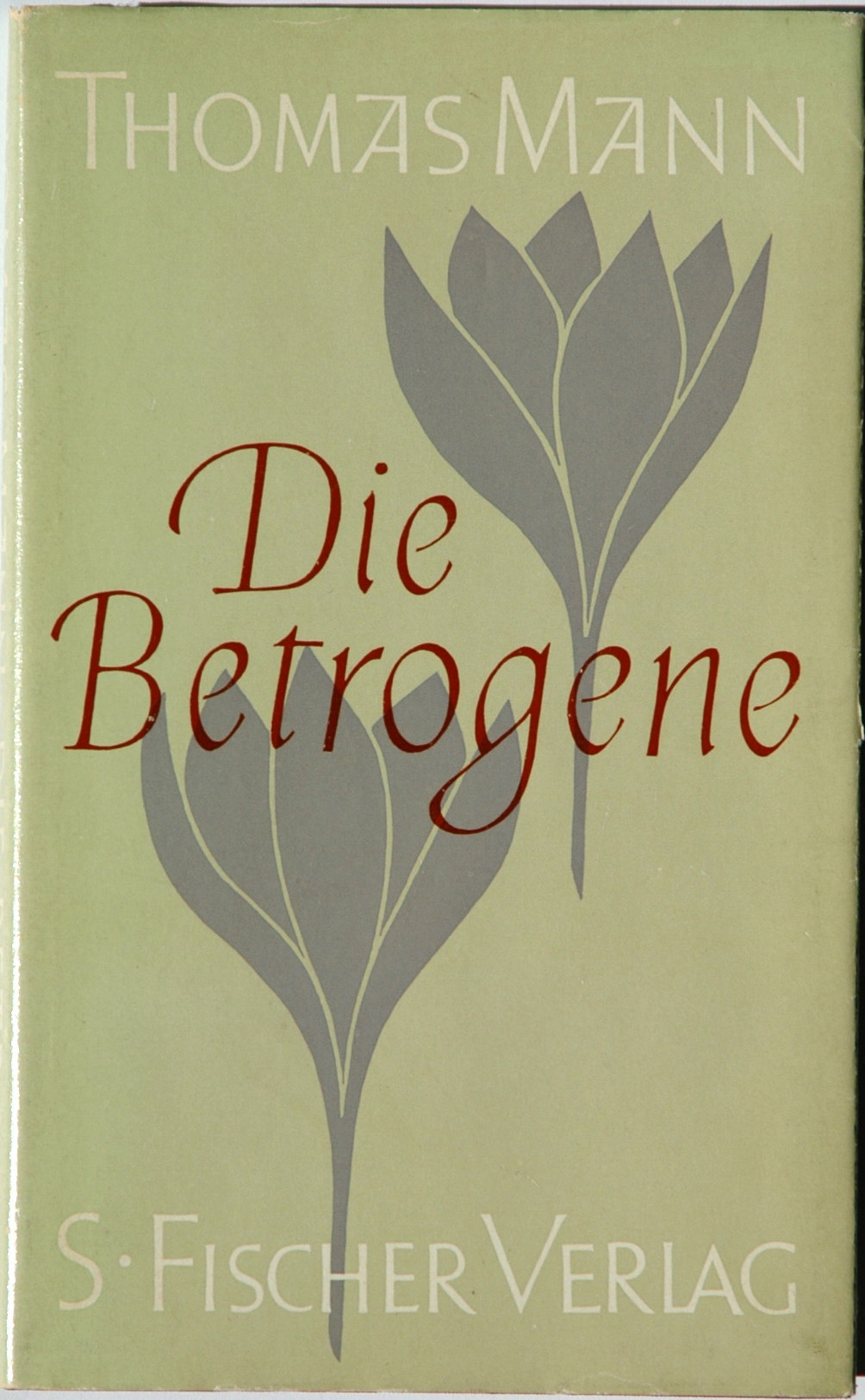
Erstausgabe mit Original-Verlagsumschlag 1953

- Die Betrogene. In: Merkur 7. Jg. (1953), Hefte 63–65.
- Die Betrogene. Erzählung. S. Fischer, Frankfurt 1953.
- Die Betrogene. In: Erzählungen. Stockholmer Gesamtausgabe der Werke. S. Fischer, Frankfurt 1958.
- Die Betrogene. In: Erzählungen. Band 8 der Gesammelten Werke. S. Fischer, Berlin/Frankfurt 1960.
- Die Betrogene. In: Erzählungen. Band 8 der Gesammelten Werke. S. Fischer, Frankfurt, ISBN 3-10-048177-1.
- Die Betrogene. In: Späte Erzählungen. Frankfurter Ausgabe. S. Fischer, Frankfurt 1981, ISBN 3-10-048225-5.
- Die Betrogene. Erzählung. Fischer-Bibliothek, Frankfurt 1988, ISBN 3-10-048217-4.

## Hörbuch
- Die Betrogene. Interpretin: Inge Keller. 2 CDs. Patmos, Düsseldorf 1998, ISBN 3-491-91004-8